# Leyland Authi

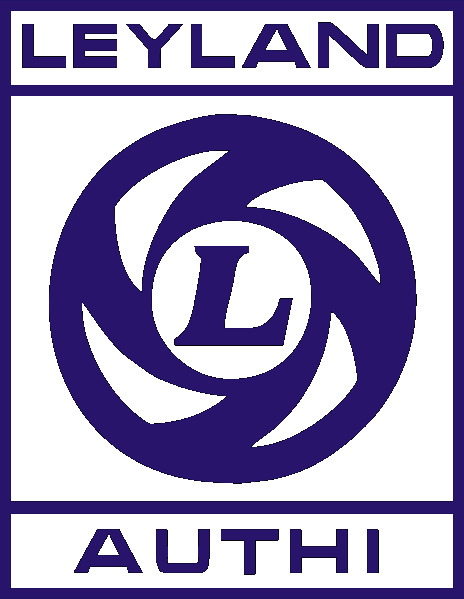
Logo: Leyland Authi, Spanien

Aktie über 50 Pesetas der Authi SA vom 11. Februar 1974

Leyland Authi war ein spanischer Automobilhersteller. Das Unternehmen wurde als Joint Venture der British Motor Corporation (BMC) und der spanischen Nueva Montaña Quijano (NMQ) gegründet.

## Beschreibung
BMC suchte damals eine Möglichkeit, Autos in Spanien zu verkaufen, das in dieser Zeit eine sehr restriktive Politik gegenüber Autoimporten hatte. Am 12. November 1966 wurde die Firma Authi (Automoviles de Turismo Hispano Ingleses) offiziell unter dem Vorsitz von Eduardo Ruiz de Huidrobo y Alzurena ins Handelsregister mit Sitz in Arazuri, Navarra eingetragen. Das Aktienkapital und die Betriebsstätten war im Besitz der 1899 gegründeten Nueva Montaña Quijano S.A. (NMQ) aus Santander in Spanien, einer Produktionsfirma der Stahl- und Metallverarbeitung. Kapitaleigner waren die Banco de Santander und die Familie Quijano.
Das Ziel von Leyland-Authi war hauptsächlich, Austin- und Morris-Fahrzeuge herzustellen und den Vertrieb für Spanien aufzubauen. Januar 1967 liefen die ersten in Spanien gebauten Fahrzeuge (MG 1100 von Morris) vom Band. Im Oktober 1968 folgte der Mini C 1275. Er war mit Ledersitzen, Walnussholz-Armaturenbrett und mit mehr Extras ausgerüstet als das britische Pendant.
1969 wurde die Produktion in Pamplona eröffnet. Im April 1969 kam der Mini 1000 in zwei Versionen auf den Markt. Er war in einer Standard- und einer Sonderversion erhältlich. Diese Mini-1000-Serie erreichte die höchsten Verkaufszahlen in der Unternehmensgeschichte von Authi. Montiert wurden sie ausschließlich im Mini-Werk in Pamplona. Die Karosserien wurden aus England zugeliefert. Nueva Montaña Quijano (NMQ) aus Los Corrales de Buelna (Kantabrien), produziert Motoren, Getriebe und Achsen. Weitere Fabriken aus der Gruppe, Crilastic, Ketalauto und Tecniauto aus Barcelona, produzierten unter anderem Fahrwerksteile, Stoßdämpfer, Elektrik, Verglasung, Zierleisten, SU-Vergaser, Benzinpumpen und Kleinteile.
Die beiden einzigen eigenständigen Modelle wurden als Austin vermarktet. 1976 wurde die Fertigung eingestellt und an SEAT verkauft.

## Modelle
- Authi Mini 1968–1975
- Authi Mini Cooper 1973–1975
- Morris 1100/1300 1966–1972
- Austin Victoria / Austin Victoria De Luxe 1972–1975
- Austin de Luxe 1974/1975

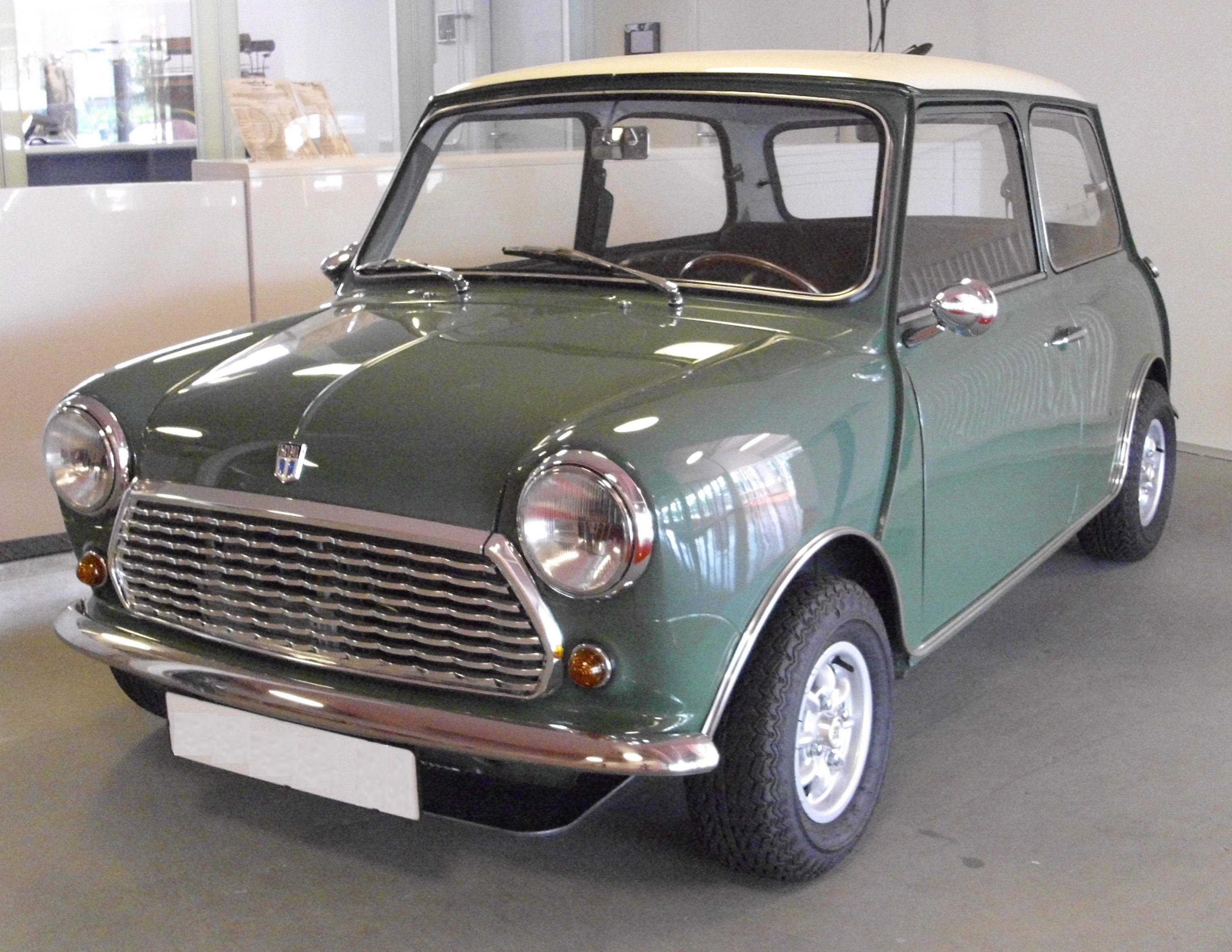
Mini Cooper von Leyland Authi (1973)
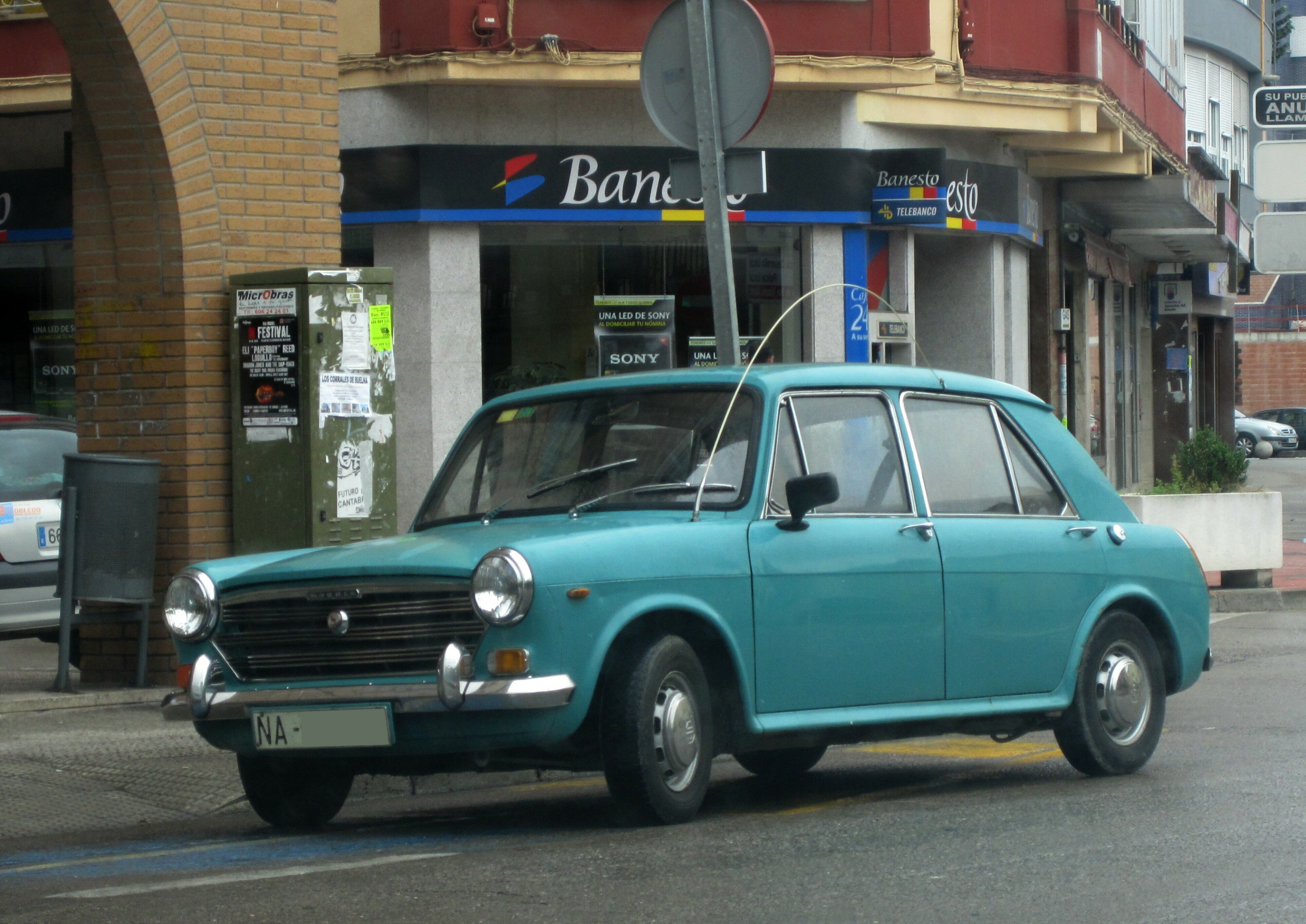
Morris 1100
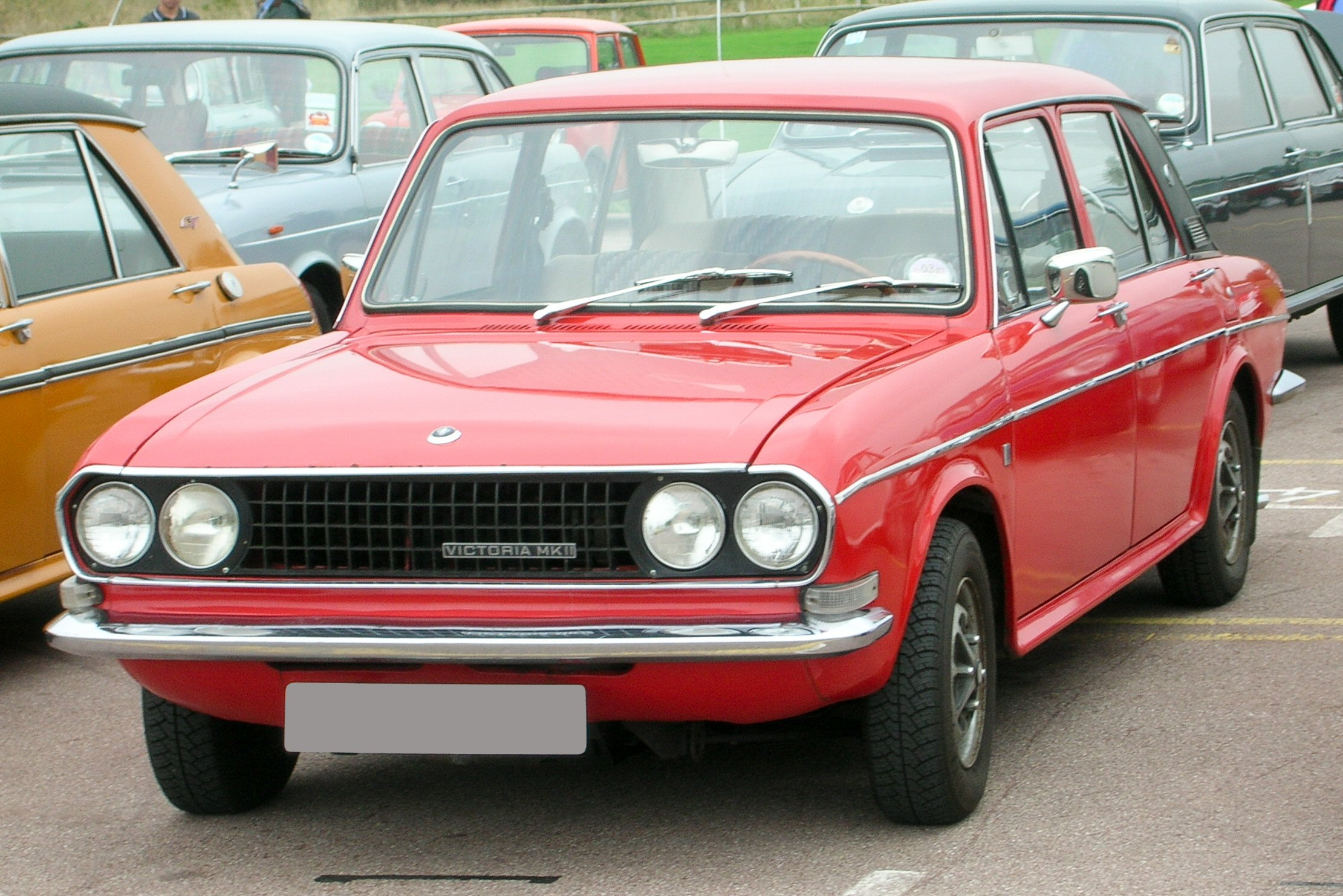
Austin Victoria (1973)